# Сераики
Сараики, Сераики (сарьяки, мультани) — южные пенджабцы, проживающие в Мултане и на территориях 18 штатов Пакистана, а также в индийских штатах Пенджаб, Гуджарат и Махараштра. Общая численность — 17 млн чел. Родственны синдхам. В Пакистане составляют 10,3 % процента населения. Исповедуют ислам, индуизм.

## Язык
Язык сараики (ленди, лендхи, западный панджаби, джатки, тхали) принадлежит к языкам индоевропейской языковой семьи, индоарийской ветви, северо-западной группы. Хотя зачастую язык сараики вообще называют одним из трёх диалектов синдхи. Прослеживается влияние дардских языков (Смирнов Ю. А. 1970: 66).

## История
В стране пенджабцы составляют более 70 млн чел., то есть около 60 % численности Пакистана. Традиционно они занимают высшие административные и военные посты, руководят политической и культурной жизнью государства. В силу этого становится понятно, почему они чуть ли не единственная народность Пакистана, не принимающая участия в многочисленных сепаратистских движениях. Однако даже среди них имеется народ, южные пенджабцы, претендующие на создание, как минимум, отдельной автономии с более чем широкими правами.
Борьба сараики началась в середине прошлого[уточнить] века и поначалу включала требования лишь установить статус языка. Была и экономическая подоплёка — вопрос о доходах от земельных угодий на территориях проживания сараиков. Затем возобладали сепаратистские требования, была составлена карта территорий, на которых сараики планировали установить суверенное государство Сараики-Деш. Впрочем, они благоразумно не включали в эту карту территории, на которые заявляли претензии соседние сикхи.
После военного переворота 1977 года вследствие ужесточения внутриполитического курса движение сараиков перешло в подполье.
В 2008 г. премьер-министром Пакистана стал представитель этой народности — Юсуф Реза Гилани.
В 2022 году парламент Пакистана принял решение о создании новой провинции Сарайкистан.